# Martin Weghofer
Martin Weghofer (* 16. Juli 1997 in Rotenburg an der Fulda)  ist ein deutscher Koch.

## Werdegang
Weghofer entstammt einer Gastronomen-Familie. Nach der Ausbildung im Hotel Kloster Haydau in Morschen wechselte er 2016 zum Schlosshotel Kronberg in Frankfurt am Main. Anfang 2018 ging er kurz zum Restaurant Luce d’Oro bei Christoph Rainer in Schloss Elmau (zwei Michelinsterne), um im Februar 2018 als Souchef zurück zum Hotel Kloster Haydau zu wechseln.
Im Januar 2020 wurde er Küchenchef im Restaurant Main Tower im gleichnamigen Hochhaus in Frankfurt am Main. 2022 wurde das Restaurant mit einem Michelinstern ausgezeichnet.

## Auszeichnungen
- 2022 Ein Stern im Guide Michelin für das Restaurant Main Tower[4][5]